# Швасдорф
Швасдорф (нім. Schwasdorf) — громада в Німеччині, розташована в землі Мекленбург-Передня Померанія. Входить до складу району Росток. Складова частина об'єднання громад Мекленбургіше-Швайц.
Площа — 24,33 км2. Населення становить 438 ос. (станом на 31 грудня 2020).

## Галерея

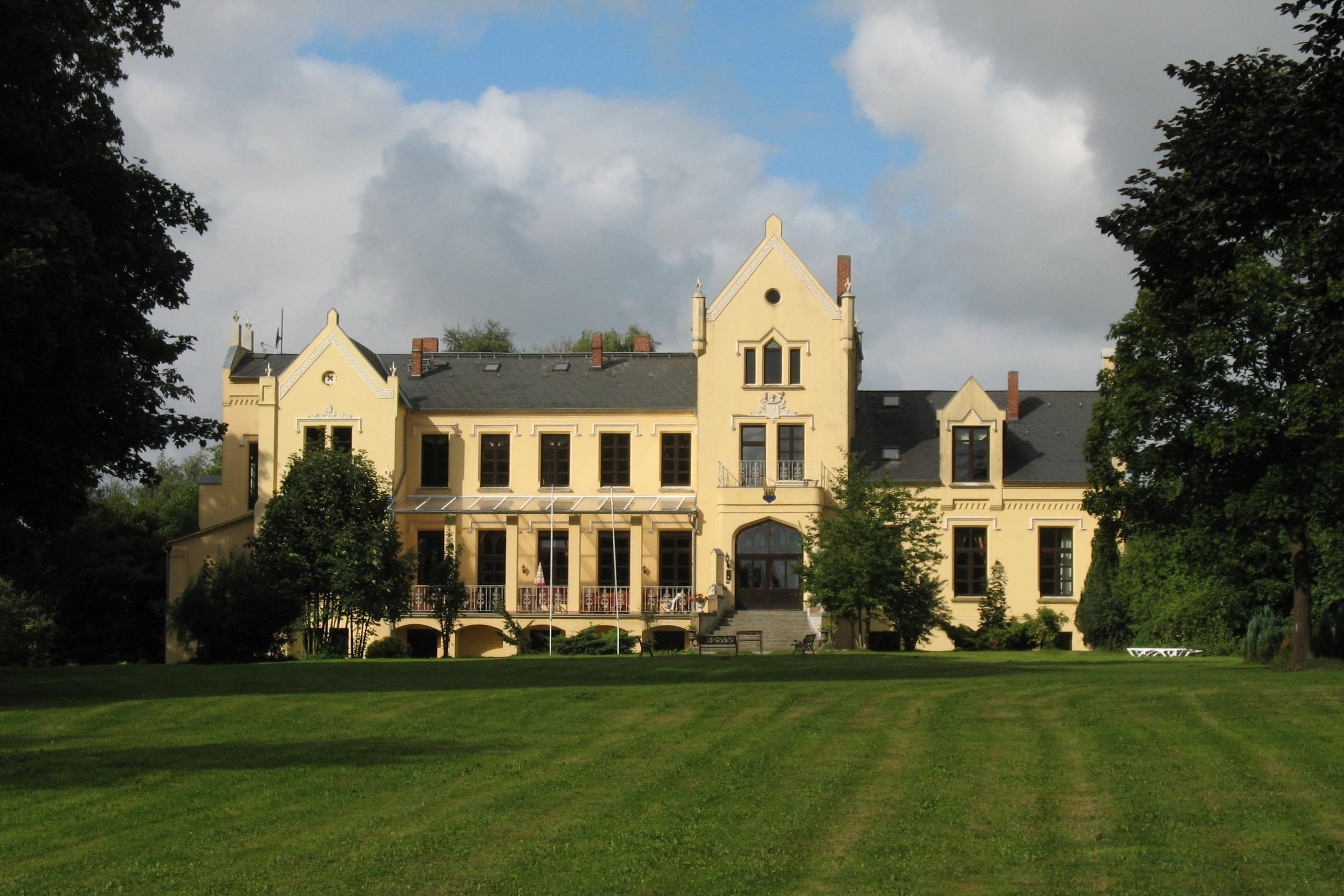